# 白海城
64°31′31″N 34°45′57″E / 64.52528°N 34.76583°E
白海城（俄语：Беломо́рск）是俄羅斯卡累利阿共和國東部的一個城市，臨白海奧涅加灣。2002年人口13,103人。该地在1941年至1944年间曾作为卡累利阿-芬兰苏维埃社会主义共和国的临时首都。